# Ibul (Manna)
Ibul is een bestuurslaag in het regentschap Bengkulu Selatan van de provincie Bengkulu, Indonesië. Ibul telt 4603 inwoners (volkstelling 2010).